# Rozmaringolaj

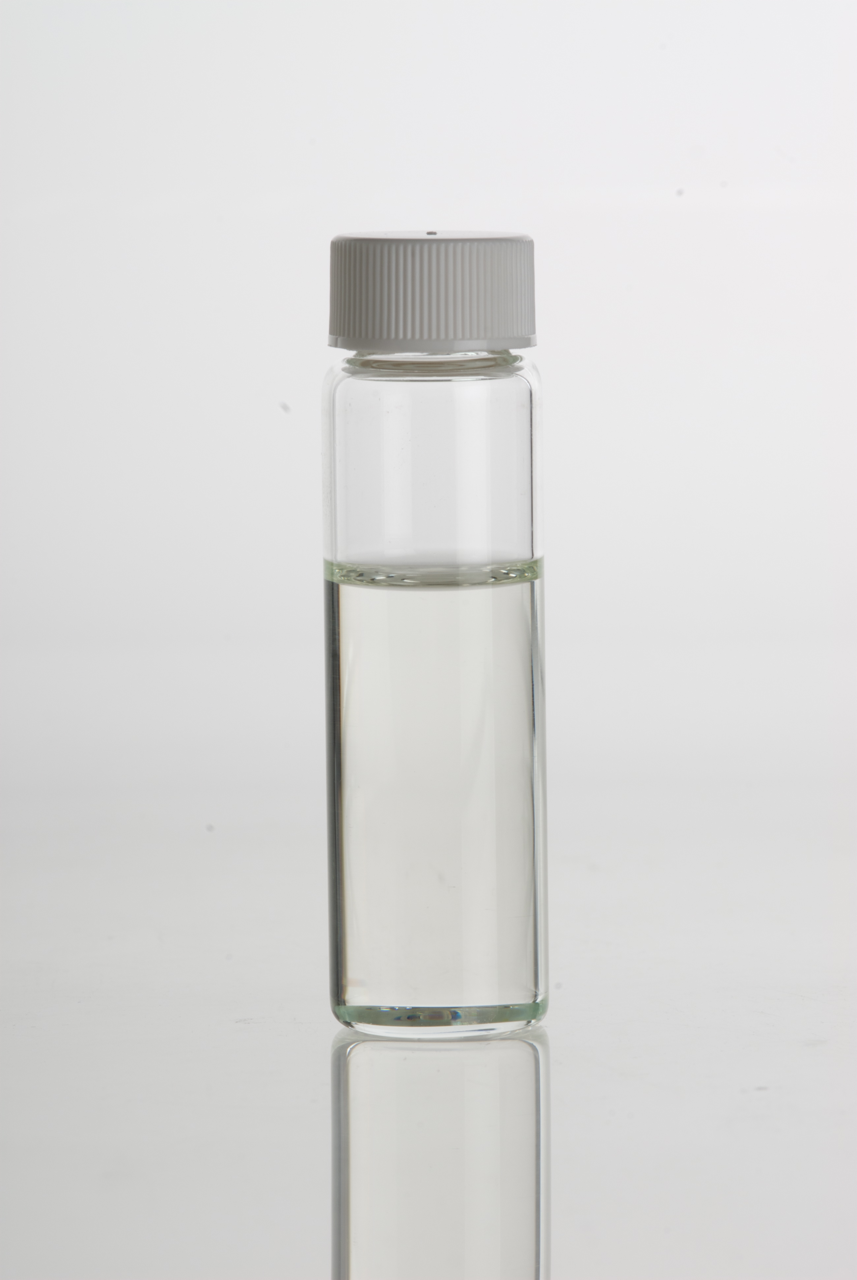

A rozmaring illóolaját az ajakosvirágúak családjába (Lamiaceae) tartozó rozmaring (Rosmarinus officinalis) leveleiből és virágos-leveles ágvégeiből vízgőz-desztillációval nyerik ki, mintegy 1-2,5%-os eredménnyel. Az illóolaj 85%-os alkoholban oldódik, fajsúlya 15 °C-nál 0,90-0,92, majdnem színtelen, kissé halványsárga színű, rozmaringra jellemző és enyhén kámforos illatú. A VIII. Magyar Gyógyszerkönyvben  Rosmarini aetheroleum     néven hivatalos.  

## Főbb alkotórészei
Eukaliptol (17-40%), kámfor (10-20%), cineol (15-30%),  D és L- borneol (10-18%), L-kámfor (4-10%), bornil-acetát (5-6%), terneol, α-pinén, β-pinén és egyéb terpének ill. szeszkviterpének.

## Felhasználása
Rovarölő hatású. Kozmetikumokban illatszerként használatos.